# Europacupen i ishockey 1989/1990
Europacupen i ishockey 1989/1990 inleddes den 13 oktober 1989, och avslutades den 4 februari 1990. Turneringen vanns av sovjetiska CSKA Moskva.

## Första gruppspelsomgången

### Grupp A
Rotterdam, Nederländerna
| Lag 1                     | Resultat | Lag 2                     |
| ------------------------- | -------- | ------------------------- |
| Français Volants de Paris | 7-7      | TMH Polonia Bytom         |
| Gunco Panda's Rotterdam   | 10-1     | Durham Wasps              |
| Durham Wasps              | 7-7      | TMH Polonia Bytom         |
| Gunco Panda's Rotterdam   | 5-3      | Français Volants de Paris |
| Gunco Panda's Rotterdam   | 3-3      | TMH Polonia Bytom         |
| Français Volants de Paris | 5-1      | Durham Wasps              |

### Grupp A, slutställning
| Placering | Lag                       | Poäng |
| 1         | Gunco Panda's Rotterdam   | 5     |
| 2         | Français Volants de Paris | 3     |
| 3         | TMH Polonia Bytom         | 2     |
| 4         | Durham Wasps              | 1     |

### Grupp B
Bern, Berns kanton, Schweiz
| Lag 1             | Resultat | Lag 2             |
| ----------------- | -------- | ----------------- |
| AS Mastini Varese | 18-0     | CG Puigcerdà      |
| SC Bern           | 7-0      | GEV Innsbruck     |
| GEV Innsbruck     | 5-5      | AS Mastini Varese |
| SC Bern           | 18-2     | CG Puigcerdà      |
| GEV Innsbruck     | 18-3     | CG Puigcerdà      |
| SC Bern           | 5-1      | AS Mastini Varese |

### Grupp B, slutställning
| Placering | Lag               | Poäng |
| 1         | SC Bern           | 6     |
| 2         | AS Mastini Varese | 3     |
| 3         | GEV Innsbruck     | 3     |
| 4         | CG Puigcerdà      | 0     |

### Grupp C
Zagreb, SR Kroatien, Jugoslavien
| Lag 1                | Resultat | Lag 2                |
| -------------------- | -------- | -------------------- |
| SB Rosenheim         | 3-3      | SG Dynamo Weißwasser |
| KHL Medveščak Zagreb | 12-0     | Levski-Spartak Sofia |
| SB Rosenheim         | 18-1     | Levski-Spartak Sofia |
| KHL Medveščak Zagreb | 6-8      | SG Dynamo Weißwasser |
| SG Dynamo Weißwasser | 7-0      | Levski-Spartak Sofia |
| KHL Medveščak Zagreb | 6-10     | SB Rosenheim         |

### Grupp C, slutställning
| Placering | Lag                  | Poäng |
| 1         | SB Rosenheim         | 5     |
| 2         | SG Dynamo Weißwasser | 5     |
| 3         | KHL Medveščak Zagreb | 2     |
| 4         | Levski-Spartak Sofia | 0     |

### Grupp D
Frederikshavn, Danmark
| Lag 1               | Resultat | Lag 2               |
| ------------------- | -------- | ------------------- |
| Sparta Sarpsborg    | 10-5     | Ferencvárosi TC     |
| Frederikshavn IK    | 2-4      | HC Steaua Bucureşti |
| Frederikshavn IK    | 6-6      | Ferencvárosi TC     |
| Sparta Sarpsborg    | 4-2      | HC Steaua Bucureşti |
| Frederikshavn IK    | 7-5      | Sparta Sarpsborg    |
| HC Steaua Bucureşti | 7-2      | Ferencvárosi TC     |

### Grupp D, slutställning
| Placering | Lag                 | Poäng |
| 1         | Sparta Sarpsborg    | 4     |
| 2         | HC Steaua Bucureşti | 4     |
| 3         | Frederikshavn IK    | 3     |
| 4         | Ferencvárosi TC     | 1     |

 TPS,
 Djurgårdens IF,
 Tesla Pardubice,
 CSKA Moskva  : vidare direkt

## Andra gruppspelsomgången

### Grupp A
Bern, Berns kanton, Schweiz
| Lag 1       | Resultat | Lag 2                   |
| ----------- | -------- | ----------------------- |
| SC Bern     | 3-2      | Gunco Panda's Rotterdam |
| CSKA Moskva | 4-1      | TPS                     |
| SC Bern     | 1-4      | TPS                     |
| CSKA Moskva | 14-2     | Gunco Panda's Rotterdam |
| SC Bern     | 5-13     | CSKA Moskva             |
| TPS         | 7-3      | Gunco Panda's Rotterdam |

### Grupp A, slutställning
| Placering | Lag                     | Poäng |
| 1         | CSKA Moskva             | 6     |
| 2         | TPS                     | 4     |
| 3         | SC Bern                 | 2     |
| 4         | Gunco Panda's Rotterdam | 0     |

### Grupp B
Rosenheim, Bayern, Västtyskland
| Lag 1           | Resultat | Lag 2            |
| --------------- | -------- | ---------------- |
| Djurgårdens IF  | 10-0     | Sparta Sarpsborg |
| SB Rosenheim    | 5-4      | Tesla Pardubice  |
| Djurgårdens IF  | 5-1      | Tesla Pardubice  |
| SB Rosenheim    | 8-5      | Sparta Sarpsborg |
| SB Rosenheim    | 4-4      | Djurgårdens IF   |
| Tesla Pardubice | 6-4      | Sparta Sarpsborg |

### Grupp B, slutställning
| Placering | Lag              | Poäng |
| 1         | Djurgårdens IF   | 5     |
| 2         | SB Rosenheim     | 5     |
| 3         | Tesla Pardubice  | 2     |
| 4         | Sparta Sarpsborg | 0     |

## Slutspelsserien
Berlin, Västtyskland
| Lag 1        | Resultat | Lag 2          |
| ------------ | -------- | -------------- |
| CSKA Moskva  | 5-1      | Djurgårdens IF |
| SB Rosenheim | 2-4      | TPS            |
| SB Rosenheim | 2-4      | Djurgårdens IF |
| CSKA Moskva  | 4-2      | TPS            |
| SB Rosenheim | 0-6      | CSKA Moskva    |
| TPS          | 4-3      | Djurgårdens IF |

### Slutspelsserien, slutställning
| Placering | Lag            | Poäng |
| 1         | CSKA Moskva    | 6     |
| 2         | TPS            | 4     |
| 3         | Djurgårdens IF | 2     |
| 4         | SB Rosenheim   | 0     |